# Christiaan Willem van Brandenburg

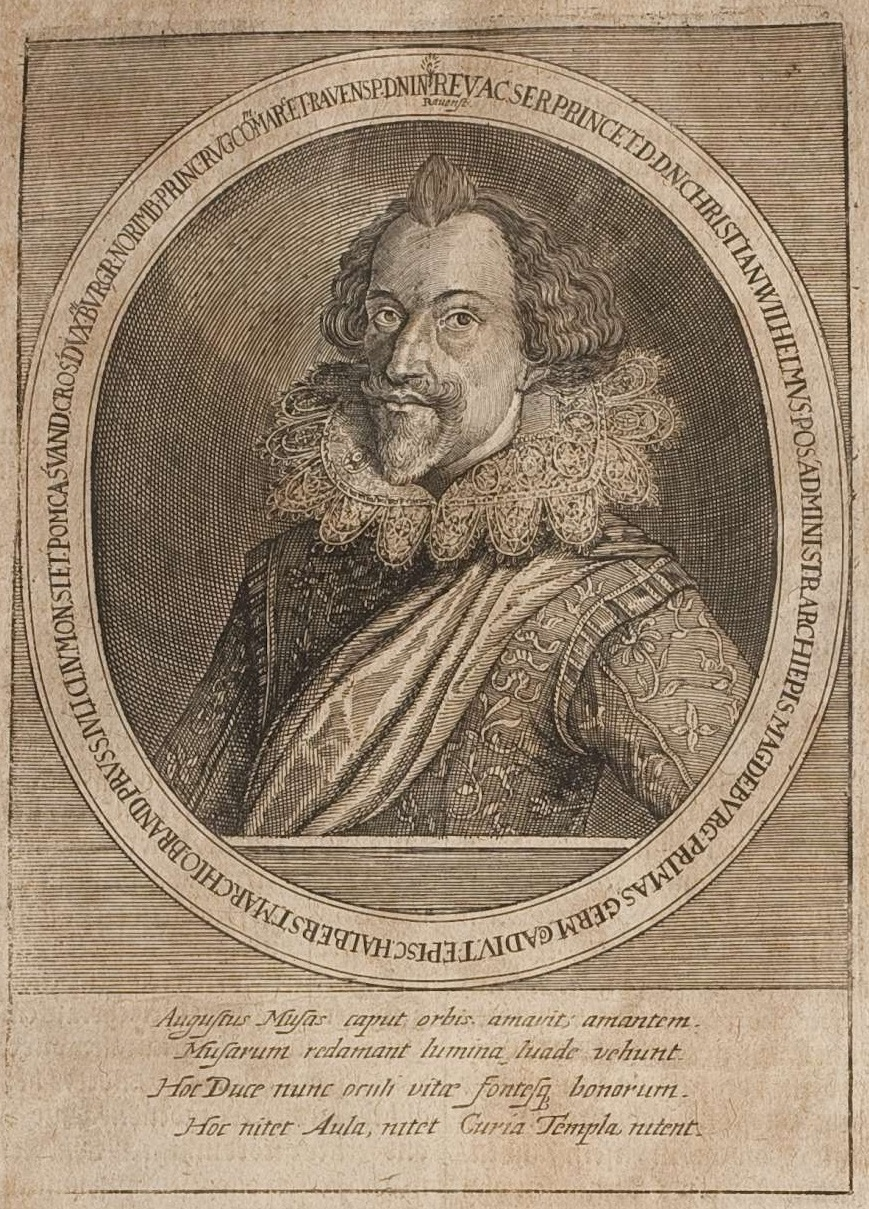
Christiaan Willem van Brandenburg.

Christiaan Willem van Brandenburg (Wolmirstedt, 28 augustus 1587 - Jüterbog, 1 januari 1665) was van 1598 tot 1631 diocesaan administrator van het aartsbisdom Maagdenburg en van 1624 tot 1628 diocesaan administrator van het prinsbisdom Halberstadt. Hij behoorde tot het huis Hohenzollern.

## Levensloop
Christiaan Willem was de jongste zoon van keurvorst Joachim Frederik van Brandenburg en diens eerste echtgenote Catharina van Brandenburg-Küstrin, dochter van markgraaf Johan van Brandenburg-Küstrin.
In 1598 werd hij verkozen tot lutheraans diocesaan administrator van het aartsbisdom Maagdenburg. Zolang hij minderjarig was, werden de regeringszaken van 1598 tot 1608 waargenomen door de kapittel van de Dom van Maagdenburg. In 1608 werd hij eveneens coadjutor en in 1624 diocesaan administrator van het prinsbisdom Halberstadt.
Tijdens de Dertigjarige Oorlog sloot Christiaan Willem een bondgenootschap met Denemarken. In 1626 nam hij het commando van het Nedersaksische leger op zich en nam hij deel aan de Slag bij Dessau. Bij deze slag werd hij verslagen door de keizerlijke troepen van Albrecht von Wallenstein, waarna uit zijn gebieden verjaagd werd. In 1628 werd hij formeel afgezet als diocesaan administrator van Halberstadt en in 1631 als diocesaan administrator van Maagdenburg. Deze functies gingen naar Leopold Willem van Oostenrijk, zoon van keizer Ferdinand II.
Christiaan Willem vluchtte naar het buitenland en vond in 1629 onderdak aan het hof van koning Gustaaf II Adolf van Zweden. In 1630 probeerde hij met Zweedse steun het aartsbisdom Maagdenburg te heroveren, maar dit mislukte. Nadat hij in 1631 zwaargewond raakte bij het Beleg van Maagdenburg, werd hij gevangengenomen door de keizerlijke troepen van Gottfried Heinrich zu Pappenheim en moest hij zich in 1632 bekeren tot het katholicisme. Vervolgens werd Christiaan Willem vrijgelaten en in 1635 kreeg hij bij de Vrede van Praag een jaarlijkse geldsom van 12.000 daalders uit de inkomsten van Maagdenburg toegewezen. Bij de Vrede van Westfalen kreeg hij in 1648 de ambten Loburg en Zinna toegewezen en in 1651 kocht Christiaan Willem de heerlijkheid Neuschloß in Bohemen. 
Op Nieuwjaar 1665 overleed Christiaan Willem op 77-jarige leeftijd in het klooster van Zinna in Jüterbog.

## Huwelijken en nakomelingen
Christiaan Willem was driemaal gehuwd. Op 1 januari 1615 huwde hij met Dorothea (1596-1643), dochter van hertog Hendrik Julius van Brunswijk-Wolfenbüttel, dan huwde hij op 22 februari 1650 met Barbara Eusebia (overleden in 1656), dochter van graaf Jaroslav Borsita van Martinic, en ten slotte huwde hij op 28 mei 1657 met Maximiliana (1608-1663), dochter van graaf Weichard van Salm-Neuburg. Uit zijn eerste huwelijk had hij een dochter:
- Sophia Elisabeth (1616-1650), huwde in 1638 met hertog Frederik Willem II van Saksen-Altenburg.

- Gemeinsame Normdatei: 100081746
- International Standard Name Identifier: 0000 0000 0471 8555
- Nationale Bibliotheek van Tsjechië: xx0205897
- Nationale Bibliotheek van Polen: a0000002623561
- SNAC: w6sz8nb0
- Virtual International Authority File: 15110208
- WorldCat: E39PBJmP4yYTFWQkkCgbCDY773